# Musique thaïlandaise
Cette page contient des caractères thaïs. En cas de problème, consultez Aide:Unicode ou testez votre navigateur.
 (septembre 2014).
Si vous disposez d'ouvrages ou d'articles de référence ou si vous connaissez des sites web de qualité traitant du thème abordé ici, merci de compléter l'article en donnant les références utiles à sa vérifiabilité et en les liant à la section « Notes et références ».
La musique thaïlandaise incorpore les influences des civilisations indienne et chinoise, partageant cet héritage avec les musiques vietnamienne, laotienne et cambodgienne ; celles-ci influençant à leur tour les cérémonies bouddhistes, les rituels animistes et les cérémonies brahmaniques.
Comme ses voisines du Sud-Est asiatique, la musique traditionnelle est une musique d'ensemble destinée soit à la cour, soit au culte, soit au divertissement. Les deux principaux styles de musique folklorique sont le luk thung et le mor lam, qui est lié à la musique laotienne. Les minorités ethniques Laos, Hmong, Akha, Mien, Lisu, Karens et Lahu ont conservé leurs styles traditionnels de musique.
Bien que la Thaïlande ne fût jamais colonisée par les puissances occidentales, la musique pop et les autres formes de musique occidentales y sont devenues très influentes.

## Musique traditionnelle

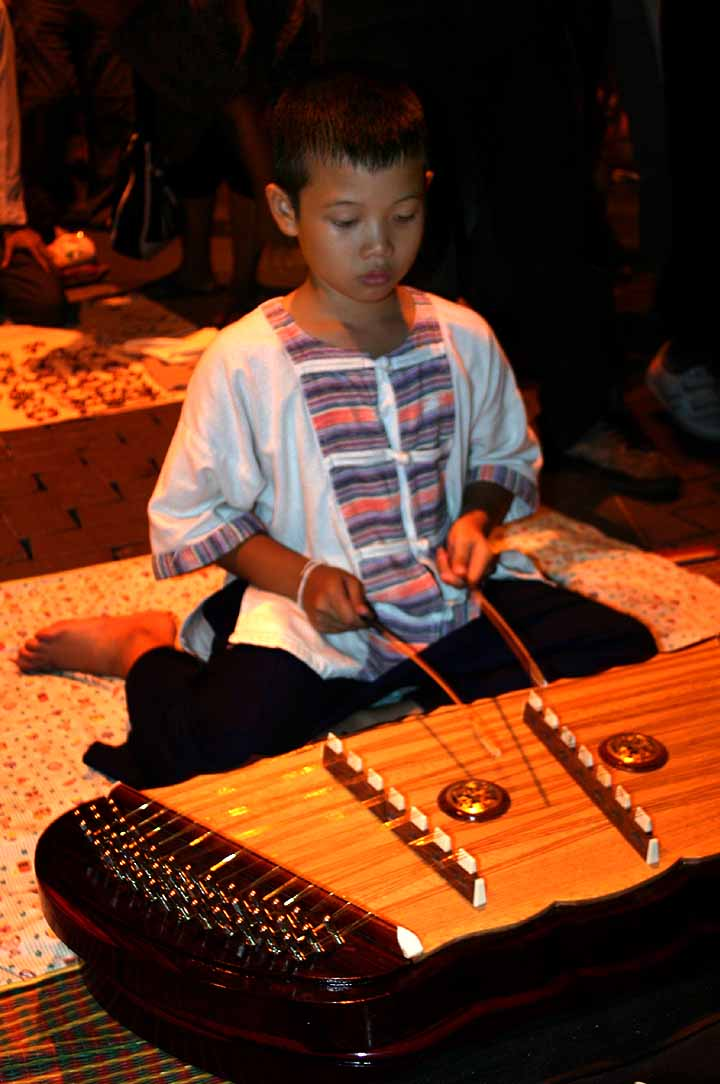
Thaï jouant du khim.

La musique thaïlandaise fait partie de la culture orale et n'a donc pas développé de système de notation. Les premières expressions sculpturales d'instruments remontent à la période Sukhothai (XIIIe siècle). La musique  fut développée pour accompagner les drames dansés (khon ou lakorn) et le théâtre d'ombres (nang). La période classique de Bangkok, qui commença en 1782, peut être considérée comme l'apogée de cette évolution musicale.
La musique continue à se développer aux siècles suivants, malgré certaines oppressions de souverains tel Rama Ier et la chute d'Ayutthaya (destruction de sa collection d'art) en 1767. De cette destruction résulte la quasi-impossibilité de reconstituer l'histoire de la musique thaïlandaise avant la période de Bangkok.
Les rois et des membres de la famille royale ont toujours soutenu les arts et ont composé de nombreuses œuvres. Avec l'avènement de la monarchie constitutionnelle en 1932, les palais n'ont plus pu soutenir financièrement les musiciens et beaucoup de groupes furent transférés sous le patronage du ministère des Beaux-Arts, qui aujourd'hui[Quand ?] est officiellement responsable de la préservation des arts de cour et de l'enseignement.
La musique traditionnelle est hétérophonique, disharmonique, mélodique, ou linéaire, dans sa structure horizontale faite d'une mélodie principale jouée simultanément avec ses propres variantes.
Rythmiquement parlant, la musique thaïlandaise est constante dans le tempo, régulière dans les pulsations, sans swing, avec peu de syncopes, et avec emphase sur le dernier temps d'une mesure ou d'un groupe de pulsations ou de phrases, opposé en cela au premier temps dans le cas de la musique influencée par l’Occident. La gamme thaïlandaise comporte sept notes égales, au lieu d'un ensemble de tons et demi-tons.

### Ensemblepiphat
Il comprend des instruments à vent, un pi ou un khlui et des percussions rythmiques et mélodiques : de un à quatre xylophones ranat (ranat ek et ranat thum, aux lamelles de bois, ranat ek lek et ranat thum lek aux lamelles de métal), un ou deux gongs métalliques (cercles de gongs métalliques), de cymbales ching et du grand tambour taphon. Le nom de l'ensemble varie en fonction de l'instrumentation, ainsi le wong piphat kreung ku, etc. La voix est importante et elle alterne avec les passages instrumentaux. La musique est monotone, sonore, sans accent et répétitive, en mètre double. Chaque instrumentiste ornemente à sa guise les mélodies jouées.
Il accompagne les drames dansés (lakhon nai ou lakhon nok) et le théâtre de marionnettes (nang), le théâtre en rond (liké), la danse classique, les danses masquées (khon) et les cérémonies en extérieur (processions et fêtes de temple).
Le chant sepha piphat est une grande épopée jouée à l'origine sur des bâtons krap sepha et datant du XVIIIe siècle. La suite funéraire bouddhiste nang hong est aussi jouée par cet ensemble sous la guidance du hautbois.

### Ensemblemahorit
Il mélange les cordes avec des instruments de percussion mélodiques. Le son est assez doux et plus séduisant que le piphat. Il est composé de la flûte khlui, des cymbales ching, d'un cercle de gongs khong wong, des tambours thon et ramana, du xylophone renat ek, du luth grajabpi, des vièles saw sam sai et saw u, et de la cithare jakhe, bien que les associations d'instruments puissent changer. Cet ensemble accompagne principalement les chants sepha mahori, les danses et les drames. Le jeu en solo alterne avec le jeu d'ensemble.

### Ensemblekhruang sai
Appelé aussi kreung sai ou krung sai et bien que conservant le même type d'instrumentation, l'accent est mis sur les cordes et il est plus doux encore. C'est un ensemble à cordes très ancien. Il se compose en général de deux vièles bicordes (saw duang et saw u), d'une cithare à 3 cordes (jakhe), d'une flûte khlui (qui n'est pas toujours présente), et de percussions rythmiques (tambour klawng khaek et cymbales). Les parties chantée et instrumentale alternent. Cet ensemble, proche des ensembles khmer et lao, est utilisé pour des musiques de divertissement et est populaire pour les mariages et autres célébrations du fait de ces thèmes amoureux.

## Musique folklorique
Appelée pleng phua bahn, la musique folklorique forme une mosaïque de styles et de langues (61) : par exemple, les danses du Nouvel an des tribus des montagnes du Nord, les joutes chantantes des mor lam glawn, les vocalises musulmanes de likay wolou dans le Sud, le très ancien bong lang du Nord-Est (très dansant) et la musique vocale mae tae des Pwo Karen du Nord (très poétique mais encore liée aux activités humaines).
La musique traditionnelle thaïlandaise est actuellement[Quand ?] défendue par des artistes telles que Kwanjit Sriprachan.
L'ensemble won pong lang est un ensemble musical de l'Isan construit autour du xylophone pong lang, avec un orgue à bouche khène, un luth et des percussions. Il est utilisé à toutes fins.

### Mor lam
Le mor lam (ou mo lam) est la musique folk du Nord-Est (l'Isan), qui a une population d'origine majoritairement lao. Les paroles ont la forme d'un poème et elles racontent en chantant et en dansant une histoire locale. Le mor lam a beaucoup en commun avec le luk thung, comme son intérêt pour la vie des pauvres des régions rurales. Il se caractérise par la rapidité de ses vocalises rythmiques. Le chanteur ou la chanteuse, aussi appelé un mor lam, est souvent accompagné par des musiciens jouant de la « flûte » (khên, le mor khen ou wot), du « luth » (phin)... Il y a environ quinze variations régionales de mor lam, plus des versions modernes électrifiées comme le mor lam sing. Certains esprits conservateurs ont critiqué ces dernières, les accusant de commercialiser la culture traditionnelle.
La population Isan est aussi connue pour chanter un peu le kantrum, mais bien moins  que le mor lam. Le kantrum est joué par les Cambodgiens habitant près de la frontière. C'est une musique de danse très rapide et traditionnelle. Dans sa forme la plus pure, cho kantrum, les chanteurs, percussions et vielles traditionnels, dominent le morceau. Une forme plus moderne utilisant les instruments électroniques se développa dans le milieu des années 1980. Un peu plus tard dans cette décennie, Darkie devint la première vedette du genre, avant de rejoindre le marché commercial à la fin des années 1990.

### Luk thung
Le luk thung, ou musique country thaïlandaise sous forme d'un chant très ornementé, se développe dans les années 1920 afin de témoigner des épreuves et des tribulations des Thaïlandais de la campagne. Ponsri Woranut (Pongsri Woranuch / ผ่องศรี วรนุช) et Suraphon Sombatjalern (Suraphol Sombatcharoen / สุรพล สมบัติเจริญ) sont les premières vedettes du genre, incorporant des influences latines américaines, asiatiques (malaise), et plus spécialement celle des musiques de films américains et de la musique country ; parfois il se mélange au mo lam. Beaucoup des artistes les plus réputés viennent de la ville de Suphanburi (plaine centrale du pays), comme la  star Pumpuang Duangjan, pionnière du luk thung électronique. La première radio spécialisée dans le luk thung est créée en 1997.

### Saw
Le saw est une musique régionale du nord jouée sur un ensemble nommé saw aussi et comprenant trois clarinettes en bambou (pi saw), une vièle saw law et un luth qui accompagnent un chanteur de ballades épiques improvisées. C'est aussi un genre de musique courtoise si deux chanteurs y participent (un homme et une femme), ou encore une musique rituelle pour les divinités locales.

### Muay-thaï
Les matches de boxe muay-thaï sont accompagnés d'un petit orchestre composé d'un hautbois, d'un tambour et d'une cymbale.

## Musique populaire

### Pop et rock
Aux alentours des années 1930, la musique classique européenne, le jazz et le tango sont populaires. Puis, le jazz agrandit son influence jusqu'à dominer la musique populaire, et Khru Eua Sunthornsananmis met sur pied le premier groupe de jazz thaïlandais. La musique qu'il crée avec l'aide du groupe Suntharaporn et qui s'appelle pleng Thai sakorn constitue un mélange de mélodies thaïlandaises et de musique classique occidentale. Cette musique continue d'évoluer en luk grung, une musique romantique à la mode dans les classes aisées. Le roi Bhumibol Adulyadej est un musicien et compositeur de jazz accompli.
Dans les années 1960, le rock occidental se répand et les artistes thaïlandais commencent à imiter des groupes comme Cliff Richard and the Shadows ; cette musique s'appelle wong shadow, et évolue rapidement en une forme de pop thaïlandaise appelée la musique string. La décennie suivante voit Rewat Buddhinan commencer à utiliser la langue thaïe dans le rock. Les années 1970 voient aussi l'émergence des chansons engagées appelées pleng phua cheewit (chansons de la vie) et du rock thaïlandais.
Le précurseur des groupes de pleng phua cheewit s'appelle Caravan avec son chanteur Phongthep Kradonchamnan, et se distingue par son engagement dans le mouvement pour la démocratie. En 1976, des paramilitaires d'extrême-droite appuyés par la police et l'armée attaquent les manifestants pro-démocratie de l'université Thammasat et massacrent 46 étudiantes et étudiants officiellement, probablement en réalité plus d'une centaine. Caravan, ainsi que d'autres groupes et activistes, s'enfuient dans les montagnes, continuant à jouer sa musique pour les paysans, et composant son morceau le plus connu, Khon Gap Kwaii.
Dans les années 1980, pleng pua cheewit revient d'actualité grâce aux amnisties accordées aux dissidents. Des groupes comme Carabao deviennent numéro un des ventes et incorporèrent d'acerbes critiques sociales dans leurs paroles. Depuis les années 1990, la pleng phua cheewit voit son audience diminuer, bien que des artistes tels que Pongsit Kamphee continuent à bien vendre.
La musique string (la pop thaïlandaise) prend les commandes du marché de la musique dans les années 1990, et les vedettes bubblegum pop comme Tata Young, Bird McIntyre et Asanee & Wasan deviennent numéro un des ventes. En même temps, des artistes influencés par la pop anglaise comme Modern Dog deviennent populaires à la fin de cette décennie. En 2006, les groupes de rock thaïlandais en première ligne sont Big Ass, Bodyslam et Silly Fools.

## Instruments traditionnels
Vents :
- Khlui (ขลุ่ย) 

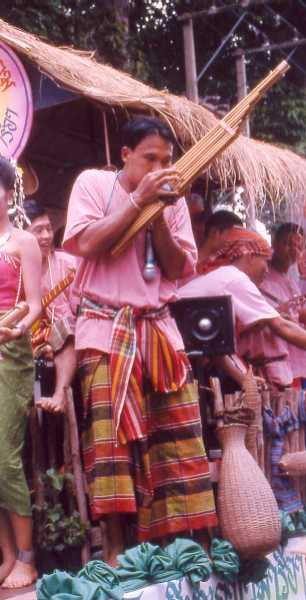
Joueur de khene.

  - Khlui lib (ขลุ่ยหลิบ ou ขลุ่ยหลีบ)
  - Khlui phiang aw (ขลุ่ยเพียงออ)
  - Khlui u (ขลุ่ยอู้)
- Wot (โหวด)
- Khene (แคน)
- Pi joom (ปี่จุม ou pi saw)
- Hulusheng (ou lachi, fulu et naw)
- Jong nong (จ้องหน่อง) et huen (หืน)
- Pi (ปี่)
  - Pi chawa (ปี่ชวา )
  - Pi klang (ปี่กลาง)
  - Pi Mon (ปี่มอญ)
  - Pi nai (ปี่ใน)
  - Pi nok (ปี่นอก)
  - Pi saw
- Trae (แตร)
- Sang (สังข์)

Cordes :
- Saw duang (ซอด้วง)
- Saw sam sai (ซอสามสาย)
- Saw u (ซออู้)
- Saw peep (ซอปีบ or ซอปี๊บ)
- saw krapawng (ซอกระป๋อง)
- Saw bong (ซอบั้ง)
- Saw law (สะล้อ)
- Grajabpi (กระจับปี่)
- Jakhe (จะเข้)
- Phin (พิณ)
- Phin pia (พิณเพียะ)
- Seung (ซึง)
- Phin hai (พิณไห) (ou hai song (ไหซอง))
- Khim (ขิม)

Percussions : 
- Taphon (ตะโพน) (ou klawng taphon (กลองตะโพน))
- Ramana (รำมะนา)
- Thon (โทน)
- Klawng khaek (กลองแขก)
- Klawng yao (กลองยาว)
- Klawng seng
- Klawng jing
- Klawng tae
- Klawng thad (กลองทัด)
- Khong wong lek (ฆ้องวงเล็ก)
- Khong wong yai (ฆ้องวงใหญ่)
- Khong mon (ฆ้องมอญ)
- Khong rang (ฆ้องราง)
- Mõng
- Yai
- Ranat (ระนาด) 
  - Ranat ek (ระนาดเอก)
  - Ranat thum (ระนาดทุ้ม)
  - Ranat ek lek (ระนาดเอกเหล็ก)
  - Ranat thum lek (ระนาดทุ้มเหล็ก)
  - Ranat kaeo (ระนาดแก้ว)
- Bong lang (โปงลาง)
- Pong lang
- Khong chai (ฆ้องชัย) (ou khong hui (ฆ้องหุ่ย) et khong mui (ฆ้องมุ่ย))
- Khong mong (ฆ้องโหม่ง) (ou mong (โหม่ง))
- Khong meng (ฆ้องเหม่ง) (ou khong kratae (ฆ้องกระแต))
- Khong rao (ฆ้องราว)
- Khong khu (ฆ้องคู่)
- Wong khong chai (วงฆ้องชัย)
- khõng that
- Khong wong
- Krab (กรับ) 
  - Krab phuong (กรับพวง)
  - Krab sepha (กรับเสภา)
- Ching (ฉิ่ง)
- Chab (ฉาบ) 
  - Chab lek (ฉาบเล็ก)
  - Chab yai (ฉาบใหญ่)
- Angkalung (อังกะลุง)
- Mahorathuk (มโหระทึก)[12]